# 宮内美澄
宮内 美澄（みやうち みすみ, 1971年9月6日 - ）は、東京都出身の元女子プロテニス選手で、現在はスポーツキャスター。身長175cm、体重58kg、右利き。プレースタイルはオールラウンド。日本テニス協会ランキングのシングルス最高位は4位で、WTAツアーの自己最高位はシングルス115位・ダブルス136位だった。

## 来歴
小学校1年生からテニスを始め、富士見丘中学校・高校に進学する。高校3年の時、ジュニア日本代表メンバーに選ばれ、4大会中3大会優勝・1大会準優勝の成績を残す。高校卒業後にプロ転向。
彼女はグランドスラム大会で、1993年の全豪オープン女子ダブルスと全仏オープンの女子シングルス本戦に出場したことがある。両方とも1回戦敗退に終わり、海外の4大大会では成績を出せなかった。日本国内のテニス大会では、全日本テニス選手権で1994年の女子シングルス準優勝・1999年混合ダブルス優勝を記録した。
宮内は1996年に伊達公子、同期の神尾米が引退した後も国内の第一線で活動を続けた。1999年の引退後は、スポーツキャスターとしてテレビ・雑誌などで活躍している。

## 主な戦績
1993年
- 全豪オープン ダブルス出場
- 全仏オープン シングルス出場

1994年
- IBM全日本テニス選手権 シングルス準優勝

1996年
- 島津全日本室内テニス選手権 ダブルス優勝
- イザワ・クリスマスオープン・テニストーナメント ダブルス準優勝

1999年
- 全日本テニス選手権 混合ダブルス優勝

## メディア

### TV
- 鉄腕!DASH!!（日本テレビ）
- TVおじゃマンモス（日本テレビ）
- 筋肉番付（TBS）

### 雑誌
- Tarzan
- テニスマガジン
- スマッシュ